# Strange Times (The Chameleons)
Strange Times è il terzo album in studio del gruppo post-punk inglese The Chameleons, pubblicato nel 1986.

## Tracce
Side A
1. Mad Jack – 3:55
2. Caution – 7:46
3. Tears – 5:05
4. Soul in Isolation – 7:28

Side A+
1. Swamp Thing – 5:56
2. Time/The End of Time – 5:41
3. Seriocity – 3:00
4. In Answer – 4:54
5. Childhood – 4:39
6. I'll Remember – 3:39

## Formazione
- Mark Burgess – basso, voce
- Dave Fielding – chitarra
- Reg Smithies – chitarra, tastiere
- John Lever – batteria, percussioni